# سبزپوش باستانی
سبزپوش باستانی (نام علمی: Hemiphlebia mirabilis) نام یک گونه از زیرراسته سنجاقک است.